# M.Guddekoppa, Hosanagara
M.Guddekoppa là một làng thuộc tehsil Hosanagara, huyện Shimoga, bang Karnataka, Ấn Độ.